# Leon (Makkonen)
Leon, imię świeckie Leo Makkonen (ur. 4 czerwca 1948 w Pielavesi) – biskup prawosławny, zwierzchnik Fińskiego Kościoła Prawosławnego od 2001.

## Życiorys
W 1972 ukończył prawosławne seminarium duchowne w Kuopio, po czym studiował na wydziale pedagogicznym uniwersytetu w Turku, którego dyplom uzyskał w 1978. W czasie studiów przyjął święcenia diakońskie (20 lipca 1973), a następnie kapłańskie (22 lipca 1973).
25 lutego 1979 miała miejsce jego chirotonia na biskupa Joensuu, wikariusza diecezji karelskiej. Jeszcze w tym samym roku, w październiku, został metropolitą Oulu. W 1995 otrzymał tytuł magistra teologii prawosławnej uniwersytetu w Joensuu. W roku następnym mianowany metropolitą Helsinek.
25 października 2001 Sobór Fińskiego Kościoła Prawosławnego wybrał go na nowego zwierzchnika Kościoła z tytułem arcybiskupa karelskiego i całej Finlandii.
W czerwcu 2016 r. uczestniczył w Soborze Wszechprawosławnym na Krecie.
Od 1 stycznia 2018 r. hierarcha nosi tytuł arcybiskupa helsińskiego i całej Finlandii.

## Życie prywatne
Hierarcha ma jedną córkę i dwoje wnucząt. Żona zmarła w 1977 roku.